# BNP Paribas Masters 2008

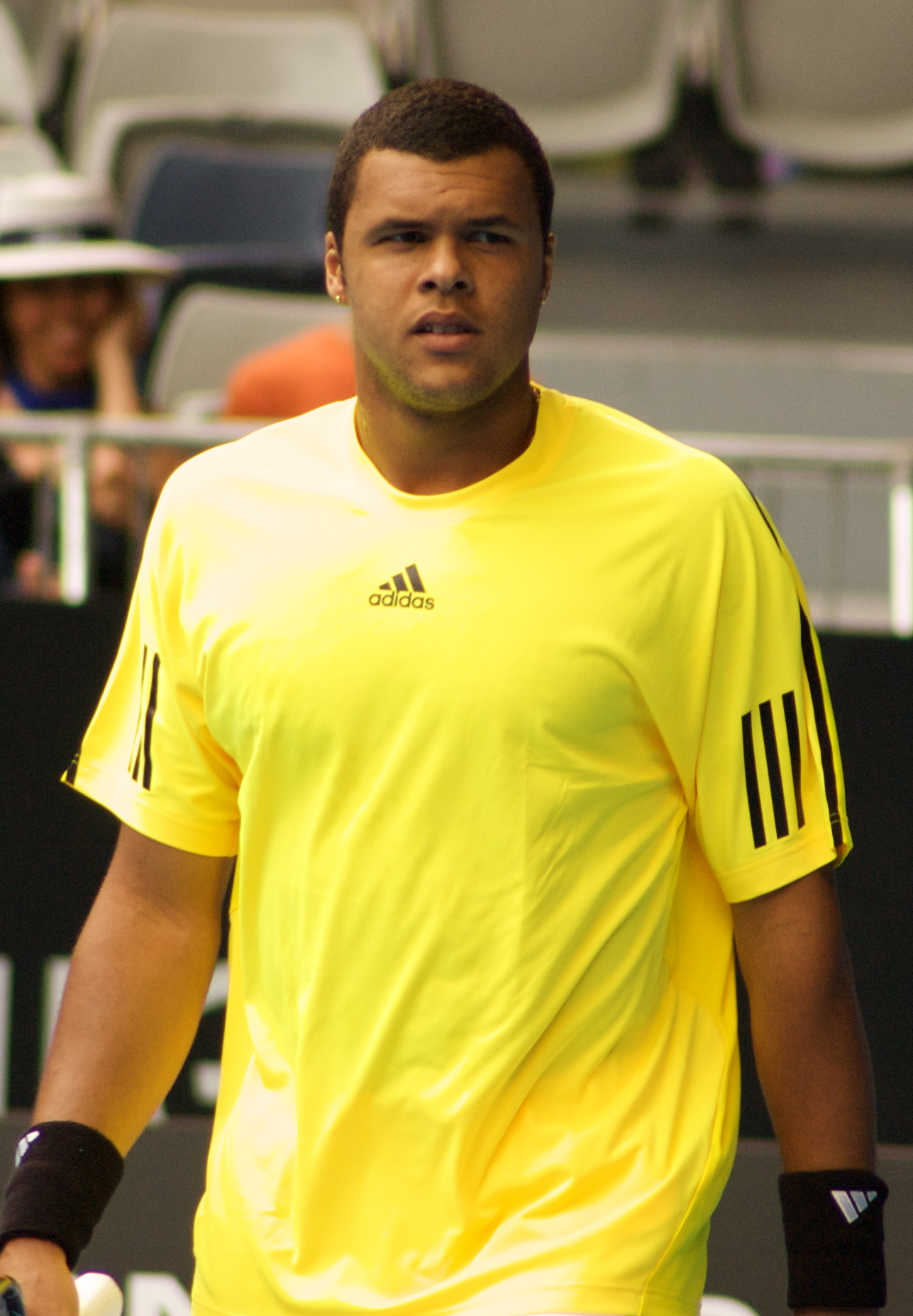
Чемпион одиночного турнира Жо-Вильфрид Тсонга из Франции.

BNP Paribas Masters 2008 — профессиональный теннисный турнир, в 37-й раз проводившийся в Париже, Франция на закрытых кортах с покрытием типа хард. Турнир имеет категорию Masters.
Соревнования были проведены с 26 октября по 2 ноября 2008.
Прошлогодними чемпионами являются:
- Одиночный турнир —  Давид Налбандян
- Парный турнир —  Боб Брайан /  Майк Брайан.

## Соревнования

### Одиночный разряд
Жо-Вильфрид Тсонга обыграл  Давида Налбандяна со счётом 6-3, 4-6, 6-4.
- Тсонга выигрывает свой второй титул за карьеру.
- Тсонга выигрывает свой первый турнир категории Masters.

### Парный разряд
Йонас Бьоркман /  Кевин Ульетт обыграли  Джеффа Кутзе /  Уэсли Муди со счётом 6-2, 6-2.
- Бьоркман выигрывает 3й титул в году и 54й (и последний) титул за карьеру.
- Ульетт выигрывает 3й титул в голу и 33й за карьеру.